# Олд-Вашингтон (Огайо)
Олд-Вашингтон (англ. Old Washington) — селище (англ. village) в США, в окрузі Гернсі штату Огайо. Населення — 223 особи (2020).

## Географія
Олд-Вашингтон розташований за координатами 40°2′15″ пн. ш. 81°26′39″ зх. д. / 40.03750° пн. ш. 81.44417° зх. д. (40.037618, -81.444218).  За даними Бюро перепису населення США в 2010 році селище мало площу 1,74 км², уся площа — суходіл.

## Демографія
Згідно з переписом 2010 року, у селищі мешкало 279 осіб у 111 домогосподарстві у складі 86 родин. Густота населення становила 160 осіб/км².  Було 119 помешкань (68/км²).
Расовий склад населення:
| - 98,9 % — білих - 0,4 % — корінних американців |

До двох чи більше рас належало 0,7 %. Частка іспаномовних становила 1,4 % від усіх жителів.
За віковим діапазоном населення розподілялося таким чином: 21,9 % — особи молодші 18 років, 58,4 % — особи у віці 18—64 років, 19,7 % — особи у віці 65 років та старші. Медіана віку мешканця становила 40,1 року. На 100 осіб жіночої статі у селищі припадало 109,8 чоловіків;  на 100 жінок у віці від 18 років та старших — 94,6 чоловіків також старших 18 років.
Середній дохід на одне домашнє господарство  становив 52 897 доларів США (медіана — 54 063), а середній дохід на одну сім'ю — 56 984 долари (медіана — 60 341). За межею бідності перебувало 10,1 % осіб, у тому числі 14,3 % дітей у віці до 18 років та 2,8 % осіб у віці 65 років та старших.
Цивільне працевлаштоване населення становило 174 особи. Основні галузі зайнятості: освіта, охорона здоров'я та соціальна допомога — 29,3 %, виробництво — 24,1 %, науковці, спеціалісти, менеджери — 12,6 %, роздрібна торгівля — 7,5 %.